# ديفيد بولز
ديفيد بولز (بالإنجليزية: David Bowles)‏ هو سياسي أمريكي، ولد في 30 أغسطس 1944. حزبياً، نشط في الحزب الجمهوري.